# Leila Durante
Leila Durante (Roma, 6 ottobre 1925 – Lido di Ostia, 14 aprile 2014) è stata un'attrice italiana.

## Biografia
Figlia dell'attore e poeta romano Checco Durante e dell'attrice Anita Bianchi Durante, ha recitato per molti anni in teatro al fianco dei genitori.
Lavorò assiduamente anche con il marito, l'attore Enzo Liberti, morto nel 1986.
Viene ricordata dal pubblico soprattutto per aver interpretato la madre di Giacinto, Cleofe Diotallevi, nella fiction Un medico in famiglia.
Era zia del doppiatore e attore Francesco Prando, figlio della sorella Luciana, sposata con il doppiatore e attore dialettale Marcello Prando
È morta nel 2014, ed è stata sepolta presso il cimitero del Verano insieme ai genitori, al marito e alla sorella, quest'ultima scomparsa 28 giorni prima di lei.

## Filmografia parziale

### Cinema
- Il porto della speranza, regia di Enzo Liberti (1955)
- Un giorno, una vita, regia di Albino Principe (1970)
- ...a tutte le auto della polizia..., regia di Mario Caiano (1975)
- Vermisat, regia di Mario Brenta (1975)
- Violenza in un carcere femminile, regia di Bruno Mattei (1982)
- Senza pelle, regia di Alessandro D'Alatri (1994)
- Al centro dell'area di rigore, regia di Bruno Garbuglia (1996)
- La prima volta, regia di Massimo Martella (1999)
- La collezione invisibile, regia di Gianfranco Isernia (2003)

### Televisione
- Quer pasticciaccio brutto de via Merulana, regia di Piero Schivazappa (1983)
- La Storia, regia di Luigi Comencini (1986)
- Little Roma, regia di Francesco Massaro (1987)
- Valeria medico legale (2000)
- Una lunga notte, regia di Ilaria Cirino (2001)
- Un medico in famiglia 1-3 (1999-2003)
- Lo zio d'America 1 e 2 (2002-2006)
- Orgoglio 1-3 (2004-2006)
- Medicina generale 2 (2009)

## Teatro parziale
- Il primo cuore, di Checco Durante (1967)